# Ivan Andreadis
Ivan Andreadis (3 april 1924 - Praag, 27 oktober 1992) was een Tsjecho-Slowaaks tafeltennisser. Hij werd vier keer wereldkampioen dubbelspel, won vier keer het WK voor landenteams met de nationale ploeg en werd één keer wereldkampioen gemengd dubbelspel. Ondanks dat de Tsjech ook twee keer de eindstrijd van het WK haalde in het enkelspel, kreeg hij die titel nooit te pakken.
Andreadis werd in 1995 opgenomen in de ITTF Hall of Fame.

## Sportieve loopbaan
Andreadis nam van 1936 tot en met 1963 aan dertien edities van de wereldkampioenschappen deel. Hij moest na zijn eerste optreden in Praag 1936 wel elf jaar wachten voor hij het opnieuw kon proberen, vanwege de Tweede Wereldoorlog. In Parijs 1947 had de Tsjech toen wel zijn eerste wereldtitel beet door met de nationale ploeg die van de Verenigde Staten te kloppen. Een jaar later prolongeerden de Tsjechoslowaken die titel in een finale tegen Frankrijk.
Andreadis plaatste zich in 1949 voor zijn eerste van drie opeenvolgende finales in het dubbelspel. In zowel Stockholm 1949 als Wenen 1951 ging hij ook daadwerkelijk met deze WK-titel aan de haal, door eerst samen met František Tokár de eindstrijd te winnen van hun landgenoten Bohumil Váňa en Ladislav Štípek en twee jaar later juist samen met Váňa het Hongaarse koppel Ferenc Sidó/Jozséf Koczian te verslaan. Voor Andreadis was dit een sportieve revanche op Sidó, want die veroordeelde hem (samen met Ferenc Soos) en Tokár in 1950 nog tot zilver.

Andreadis behaalde met Štípek in 1955, 1956 en 1957 opnieuw drie dubbelspelfinales op rij en wederom greep hij zowel de eerste als de laatste kans. De Tsjechen wonnen samen van de Joegoslaven Vilim Harangozo en Žarko Dolinar, maar verloren in Tokio 1956 van het Japanse koppel Ichiro Ogimura/Yoshio Tomita. Ogimura kregen ze er een jaar later wel onder, toen hij een duo vormde met Toshio Tanaka.
Andreadis behaalde in 1951 en 1953 twee keer achter elkaar de eindstrijd in het enkelspel, maar verloor ze allebei. De eerste keer versperde Johnny Leach hem de weg naar goud, twee jaar was het opnieuw Sidó die in de weg stond.

## Erelijst
- Wereldkampioen dubbelspel 1949 (met František Tokár), 1951 (met Bohumil Váňa), 1955 en 1957 (beide met Ladislav Štípek)
- Wereldkampioen gemengd dubbelspel 1954 (met Gizella Farkas)
- Winnaar WK landenteams met de Tsjechoslowaakse ploeg 1947, 1948, 1950 en 1951